# Milonia singaeformis
Milonia singaeformis är en spindelart som först beskrevs av Johan Coenraad van Hasselt 1882.  Milonia singaeformis ingår i släktet Milonia och familjen hjulspindlar. Inga underarter finns listade i Catalogue of Life.